# Herb White
Ralph Herbert White, detto Herb (Valdosta, 15 giugno 1948), è un ex cestista statunitense, professionista nella NBA.

## Carriera
Venne selezionato dagli Atlanta Hawks all'ottavo giro del Draft NBA 1970 (133ª scelta assoluta).